# シドニー・トレインズM形電車
シドニー・トレインズM形電車（シドニー・トレインズMがたでんしゃ、M set）は、オーストラリアのシドニー・トレインズが所有する2階建て電車。2002年から2005年にかけて141両が製造され、Millenium（ミレニアム）の愛称を持つ。

## 概要
シドニーの近郊電車の輸送力増強および老朽化した旧型2階建て付随車の置き換え用として1998年（80両）と2002年（61両）に発注が行われた車両。オーストラリアの鉄道車両メーカーであるEDIレールによって製造された。
ステンレス製車体を有する4両編成で、集電装置（シングルアーム式パンタグラフ）は制御車に搭載されている。先頭車両の連結器はシャルフェンベルク式連結器が用いられ、2編成を連結した8両編成による営業運転も可能である。主要設計はT形 "Tangara"（タンガラ）を基礎としているが、車体構造に加え監視カメラの設置による安全性の向上、自動車内放送の採用など各部に変更が加えられている。また2階建て部分の座席はK形以前の車両に用いられていた転換式クロスシートが再度採用され、座席数も増加している。これらのインテリアデザインはトランスポート・デザイン・インターナショナル（Transport Design International）が手掛けている。

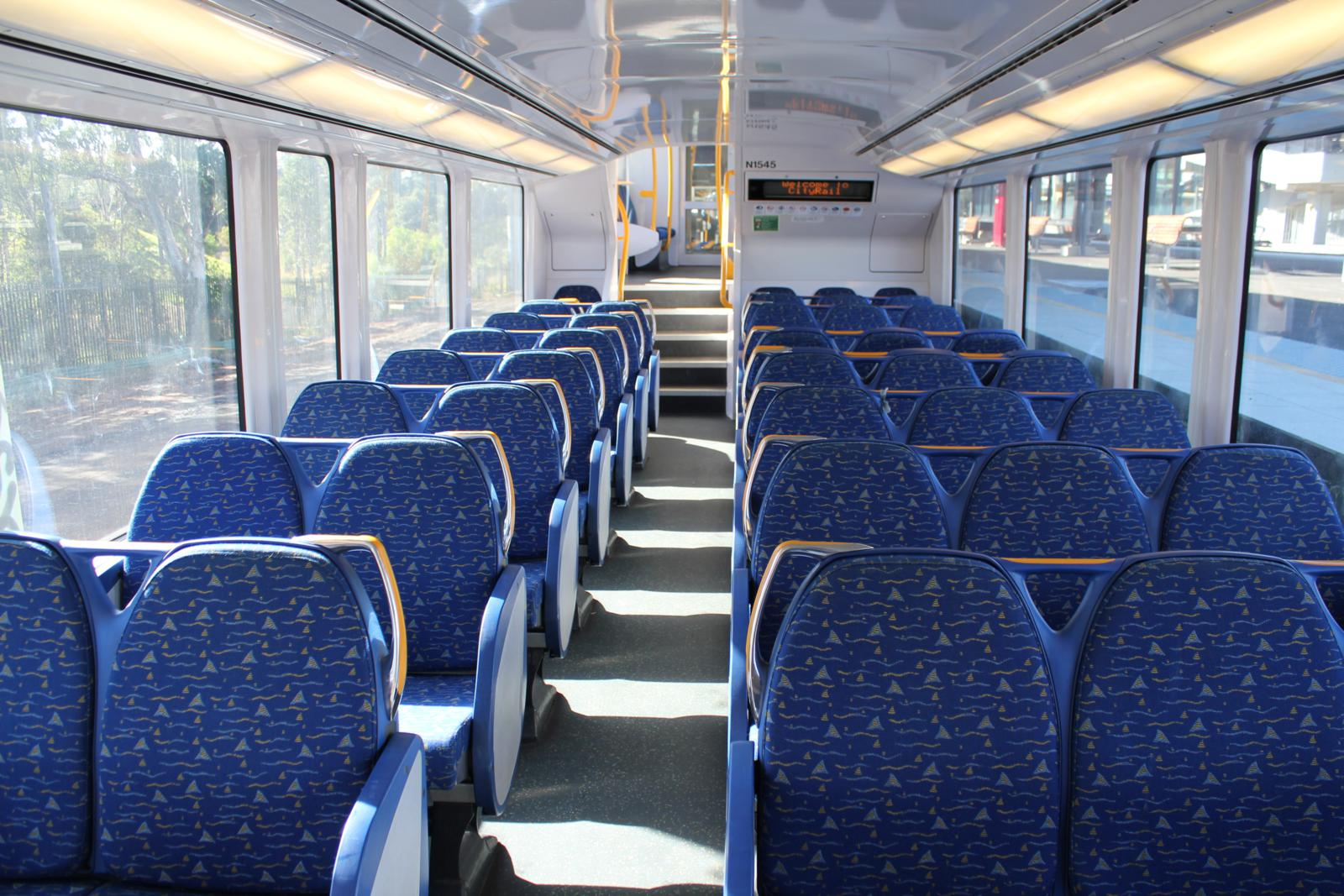
1階部分
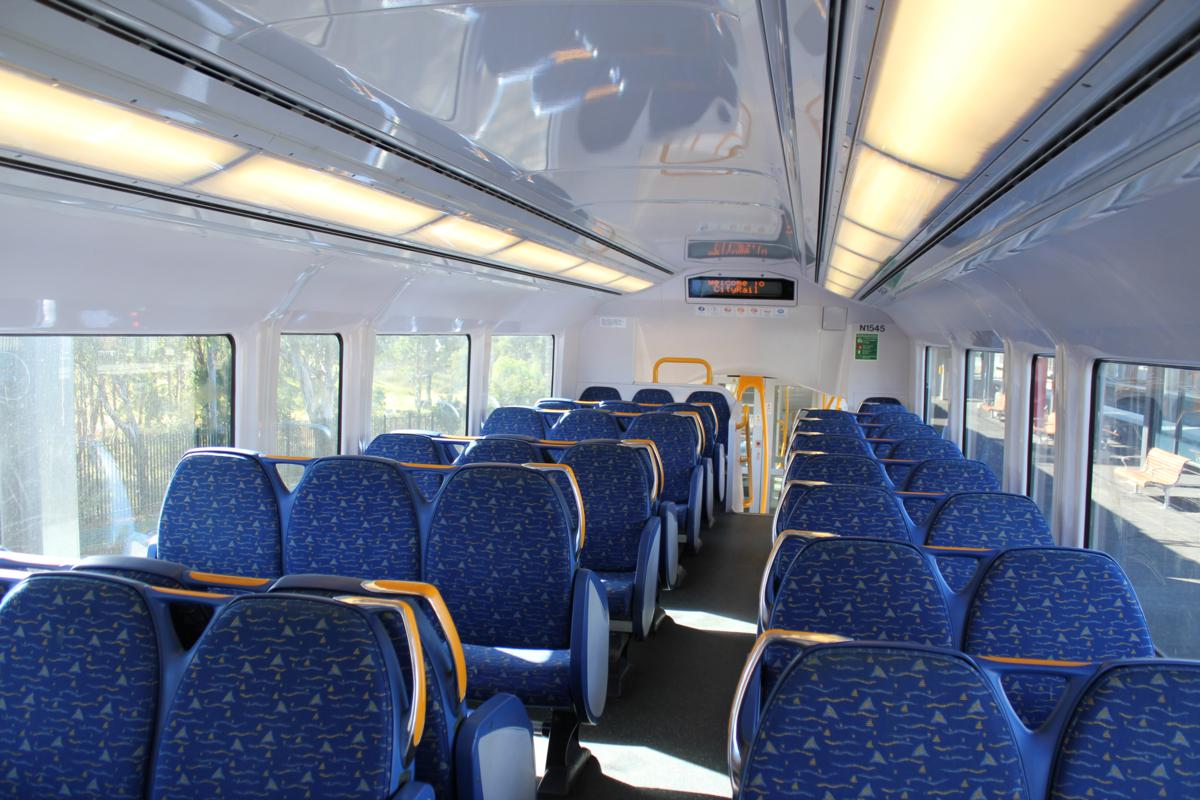
2階部分
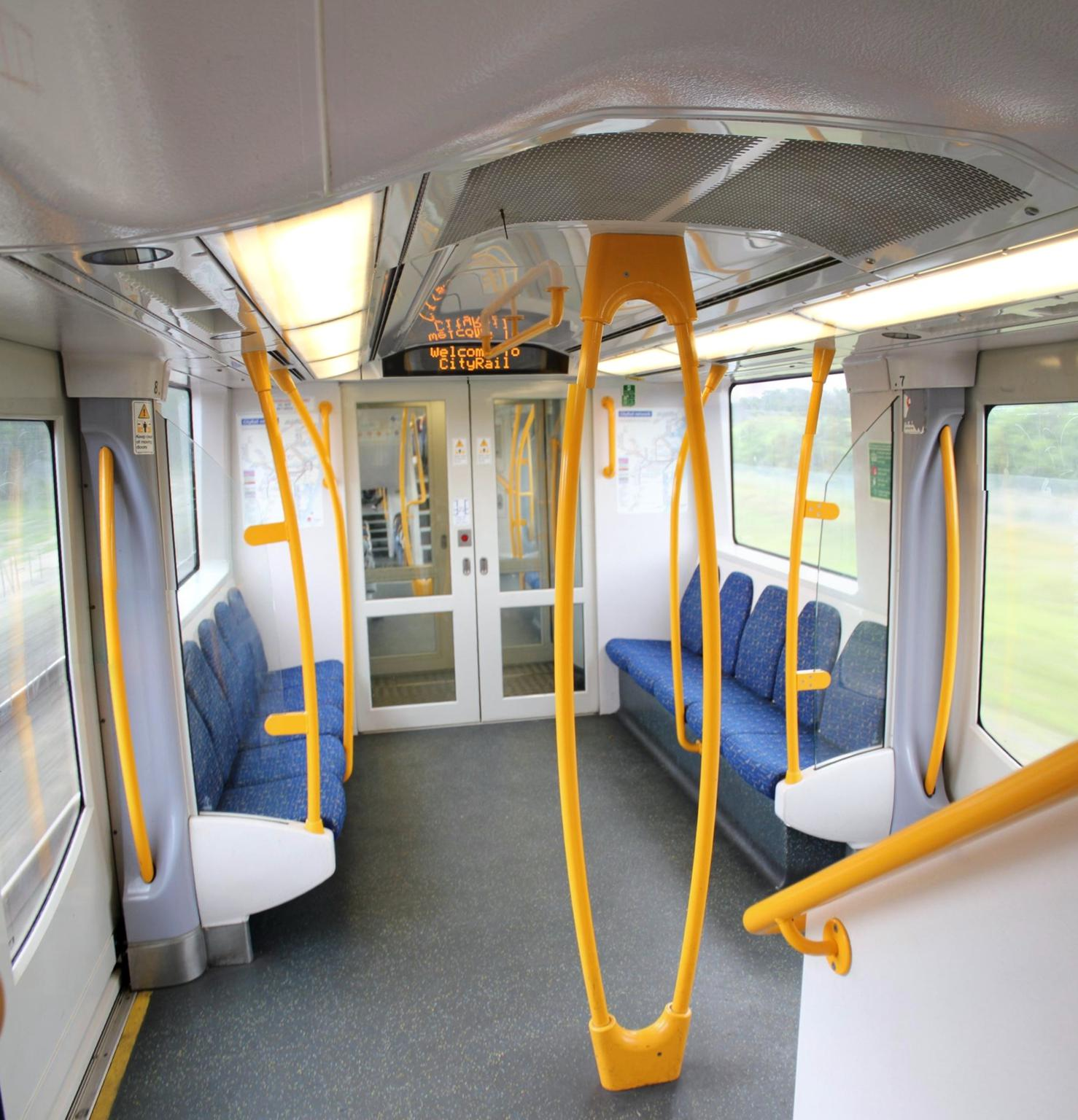
車端部分
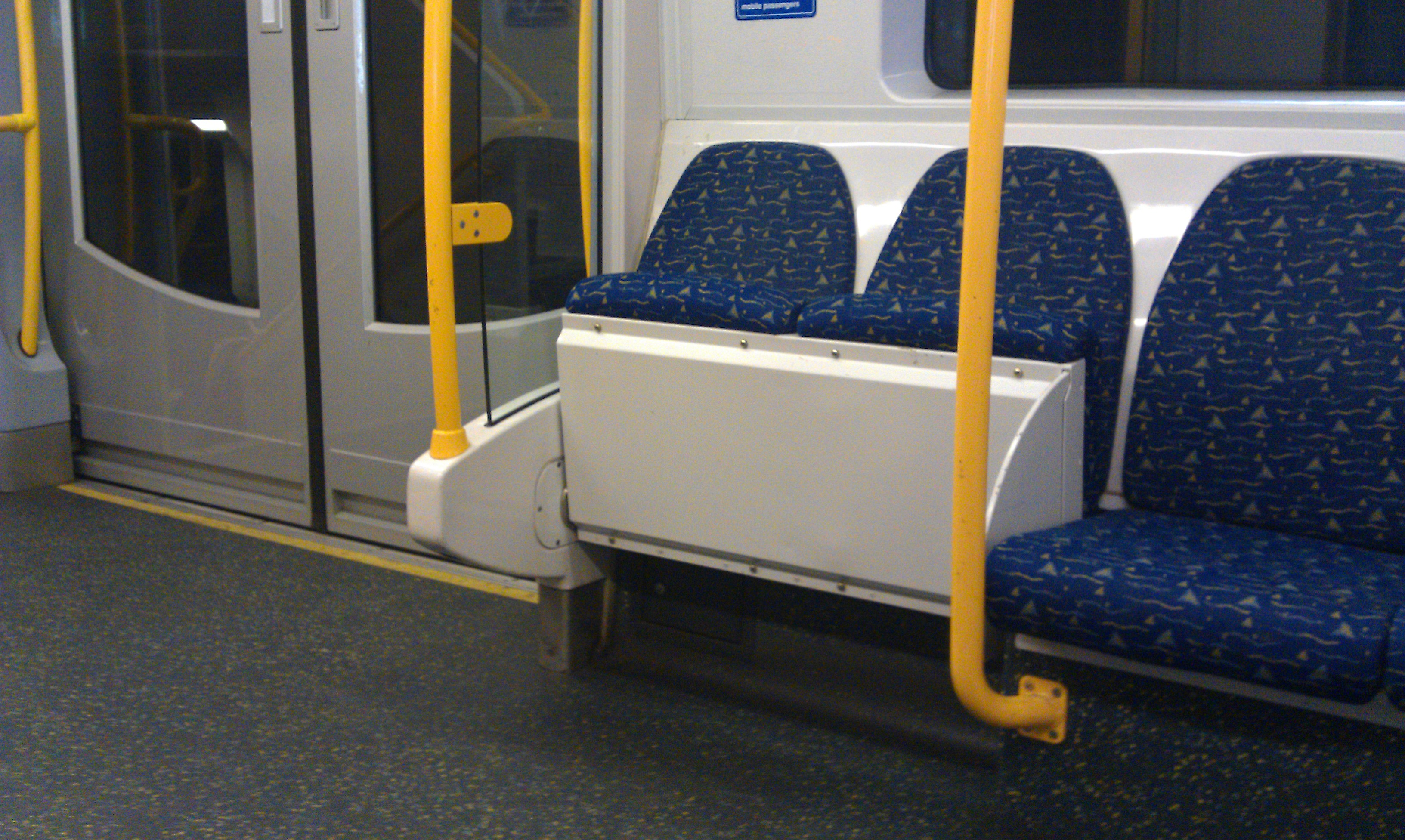
車端部分の座席の一部は折り畳み式となっている
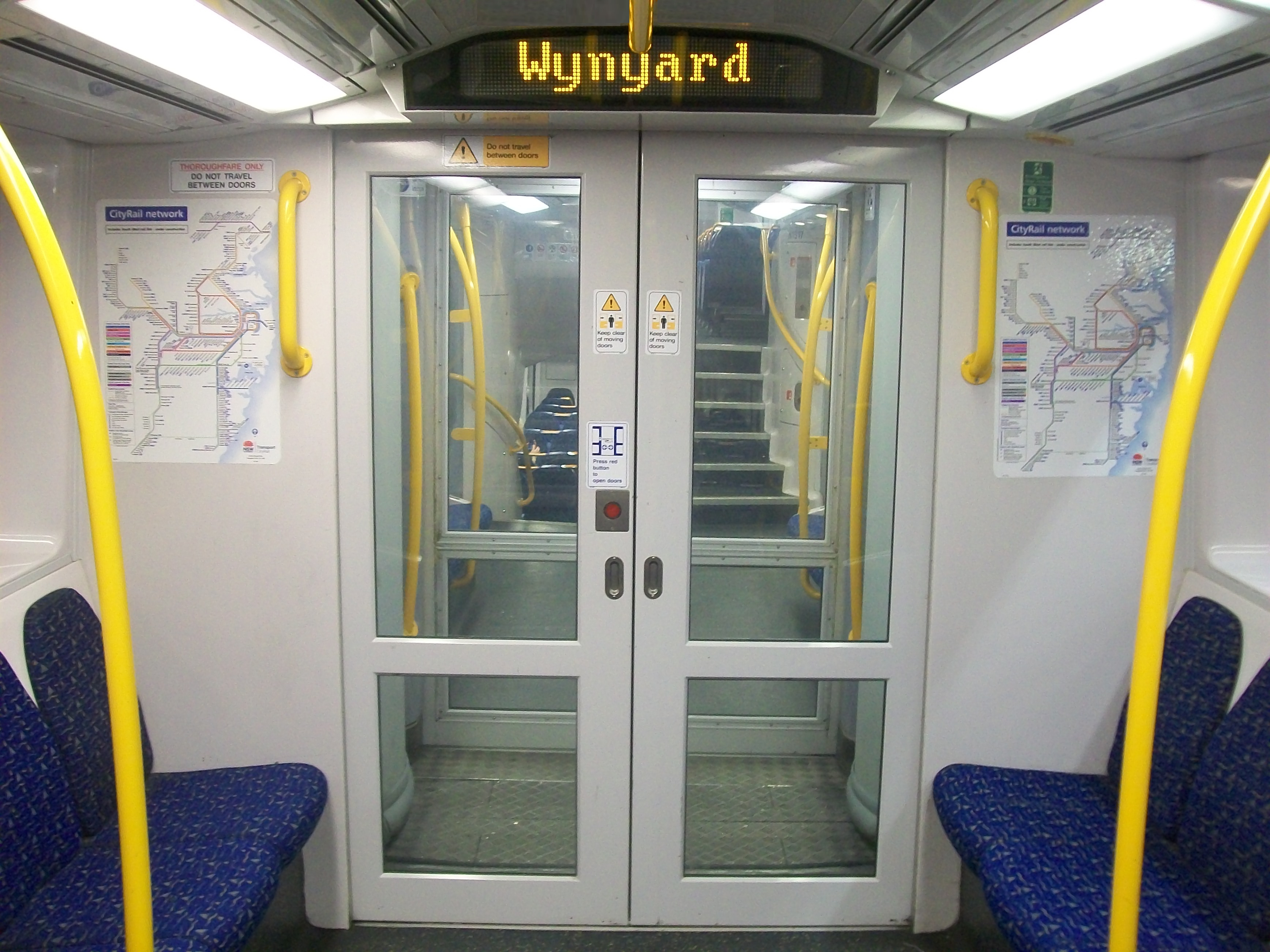
中間部には貫通扉が設置されている
運転台付近
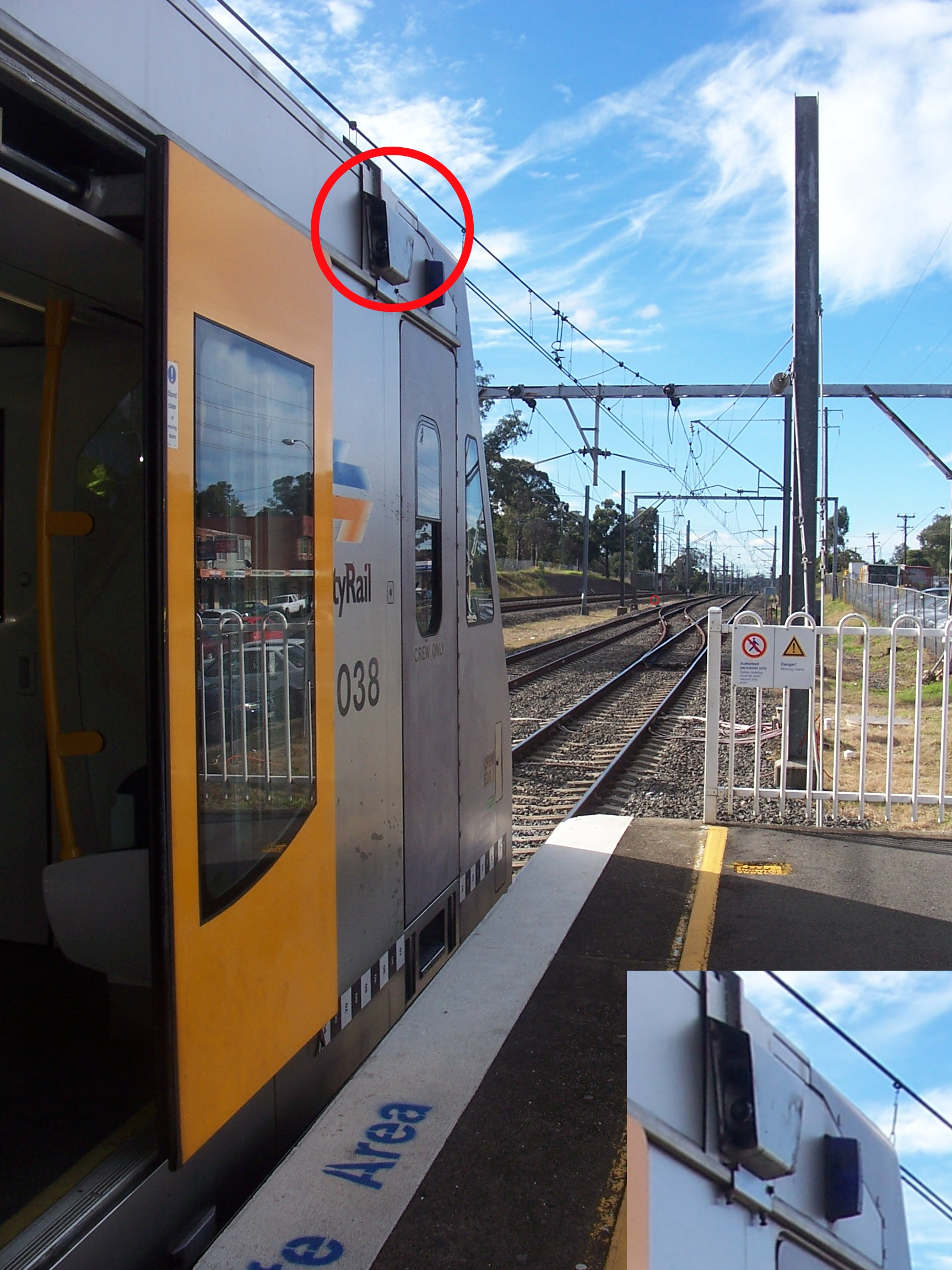
乗降扉付近に設置された監視カメラ
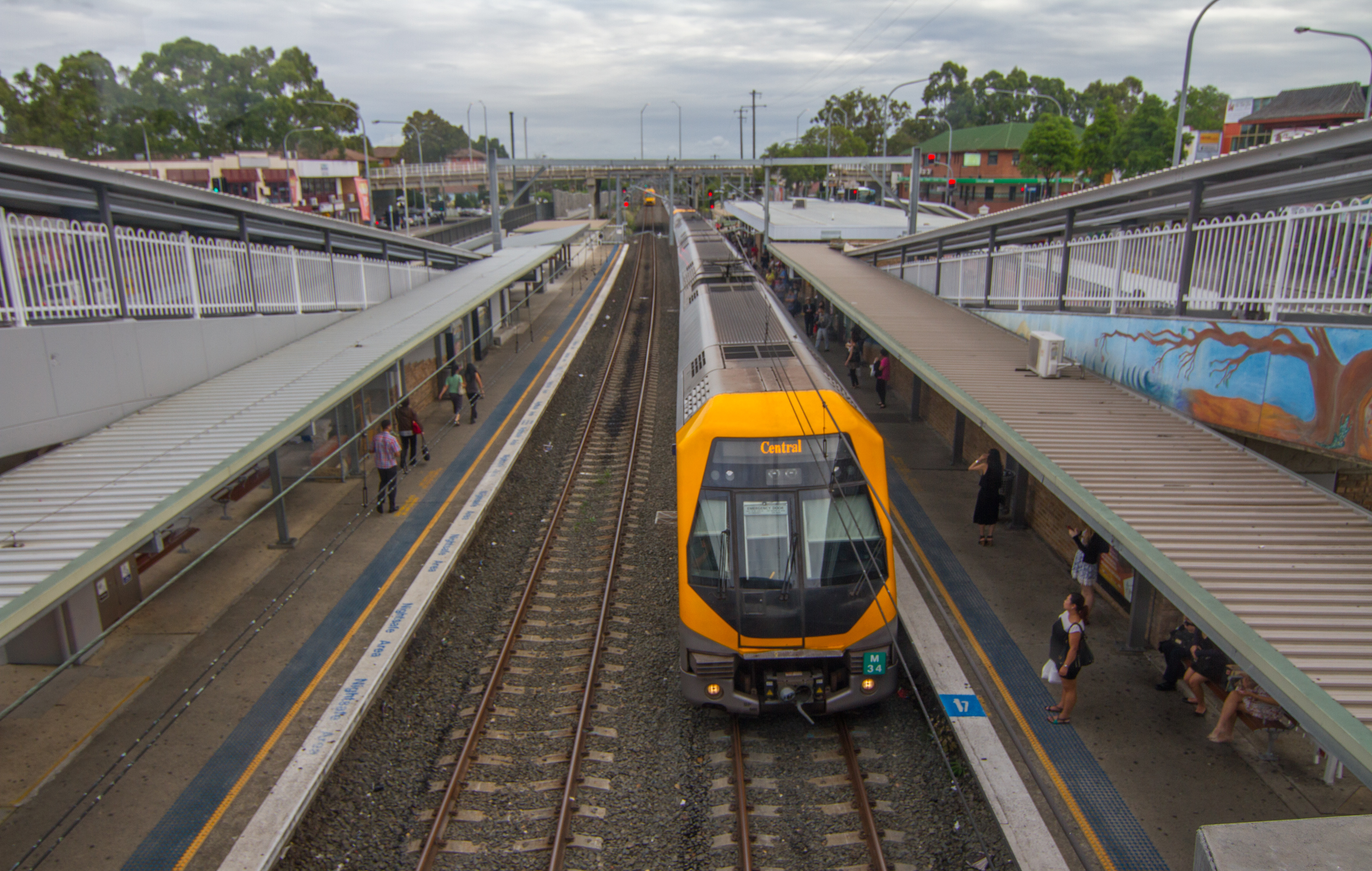
屋根上の構造

## 運用
初期の計画では1998年に登場する予定であったが、製造の遅れや技術的な問題により導入は2002年にずれ込んだ。また試運転時に信号システムの誤作動を引き起こす不具合が発覚したため定期運用への投入日は予定されていた同年4月28日から更に遅れ、最初の編成が営業運転を開始したのは2002年7月1日となった。
営業運転開始以降のメンテナンスは製造元のEDIレールが引き続き担当しており、最初の編成が登場してから15年が経過した2017年には更に10年間のメンテナンス契約の延長が行われている。

## 関連形式
- H形電車 "OSCAR" - NSWトレインリンク（英語版）が所有する2階建て電車。M形電車を基に中距離路線に適した設計変更が行われている[10]。

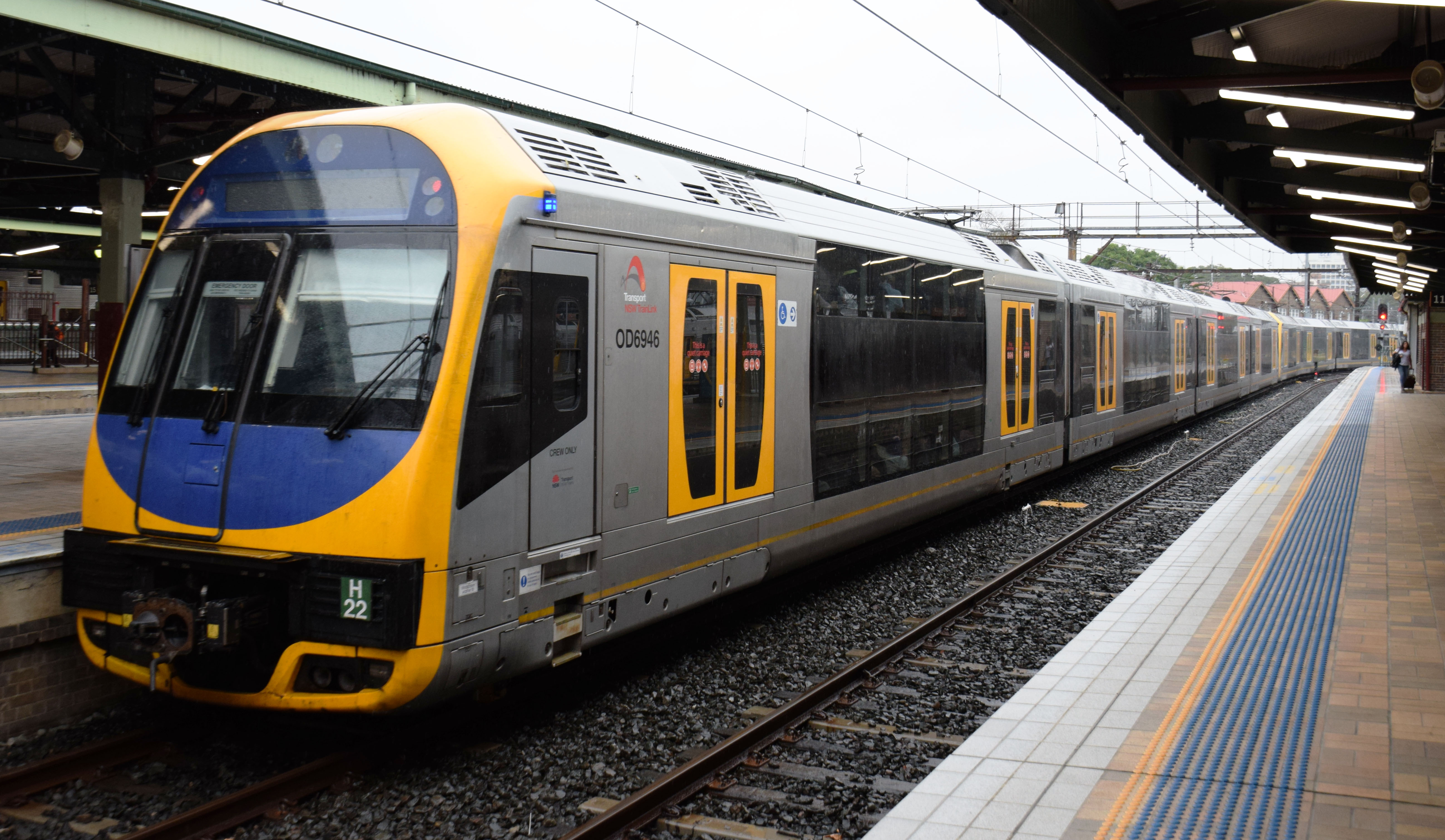
H形電車"OSCAR"